# 世界的七大错
世界的七大错（英语：Seven Blunders of the World）是圣雄甘地在他遇刺前不久与他的孙子阿潤·甘地（Arun Gandhi）共处的最后日子裡写给他的话，写在一张小字条上。七大错分别是：
- 沒有理念的政治（politics without principle）
- 沒有勞動的財富（wealth without work）
- 沒有良心的快樂（pleasure without conscience）
- 沒有人格的學識（knowledge without character）
- 沒有道德的商業（commerce without  morality）
- 沒有人性的科學（science without humanity）
- 沒有犧牲的奉獻（worship without sacrifice）

这些要点衍生自甘地对暴力根源的探究，他称以上错咎为消极的暴力。避免上述错误，是防范诉诸暴力的最好途径。
阿潤·甘地在后面添加了第八大错：
- 沒有責任的權利（rights without responsibility ）